# ATLAS-I

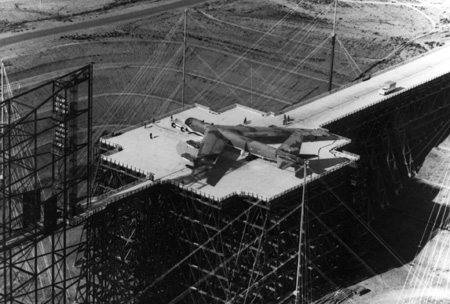
Es va preparar un bombarder estratègic Boeing B-52 per a les proves EMP "Trestle" el 1982.

ATLAS-I (Air Force Weapons Lab Transmission-Line Aircraft Simulator), més conegut com Trestle, va ser el nom en clau d’un aparell de generació i prova de impuls electromagnètic únic (EMP) construït entre el 1972 i el 1980 durant la Guerra Freda als Laboratoris Nacionals Sandia, prop de Kirtland. Base de la Força Aèria a Albuquerque, Nou Mèxic.
ATLAS-I va ser el generador NNEMP (impuls electromagnètic no nuclear) més gran del món, dissenyat per provar l’ enduriment de la radiació dels sistemes estratègics d’avions contra els impulsos EMP de la guerra nuclear. Construït amb un cost de 60 milions de dòlars, estava compost per dues parts: un parell de potents generadors Marx capaços de simular els efectes del impuls electromagnètic d'una explosió nuclear a gran altitud (HANE) del tipus esperat durant una guerra nuclear i un gegant cavallet de fusta construït en un rierol en forma de bol, dissenyat per elevar l'avió de prova per sobre de la interferència del terra i orientar-lo per sota del impuls de manera similar al que es veuria a l'aire..
El cavallet és l'estructura més gran del món composta completament per fusta i laminat mitjançant cola.

## Generador EMP

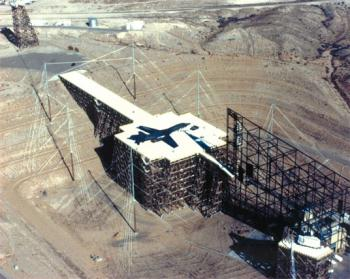
Un bombarder estratègic Rockwell B-1B es prepara per a proves a Trestle el 1989. Tingueu en compte el generador de Marx elevat a la dreta, la plataforma de l'avió al centre, les torres del sensor als costats de la plataforma i la torre de terminació resistiva a la part posterior.

L'impuls electromagnètic va ser produït per un parell de generadors Marx construïts pels laboratoris Maxwell de San Diego, Califòrnia. Els generadors es van muntar sobre pedestals construïts amb fusta de la mateixa manera que la plataforma principal de prova, un a cada costat d'una gran estructura d’acer en forma de falca que actuava com a pla de terra per al impuls polaritzat horitzontalment. Cada generador de Marx consistia en una pila de 50 safates, cadascuna de les quals contenia dos grans condensadors i un interruptor de plasma. Un gran condensador de pic, utilitzat per ajustar la forma del impuls resultant, també formava part del disseny. Cada generador estava tancat en una gran estructura de fibra de vidre que s'omplia d’ hexafluorur de sofre (SF ₆) actuant com a gas aïllant. Els condensadors de la safata es van carregar lentament de manera que cada safata tenia fins a 100 kV de potencial. Quan es descarreguen a través dels interruptors de plasma, les 50 safates en sèrie podrien (idealment) produir fins a 5 megavolts de potencial elèctric en un impuls amb un temps de pujada en el rang de 100 nanosegons. Els generadors a banda i banda de la falca es van carregar a polaritats oposades i es van disparar cap a dues línies de transmissió (antenes) muntades a banda i banda de la plataforma de prova. Quan es desencadenen simultàniament, les ones EM resultants de cada generador es combinen en el punt agut de l'edifici falca, sumant un potencial elèctric total de 10 mega volts. Les línies de transmissió es van acabar amb una càrrega resistiva de 50 ohms de baixa inductància muntada en una torre alta de fusta a l'extrem de la plataforma. El resultat va ser un ràpid impuls de flux electromagnètic de 200 gigawatts prou potent per reproduir de manera fiable (a curt abast) els efectes nocius d'una detonació termonuclear sobre els circuits electrònics creats per exemples com l’ HARDTACK I, ARGUS i DOMINIC I (Operation Fishbowl) proves nuclears d'altitud.

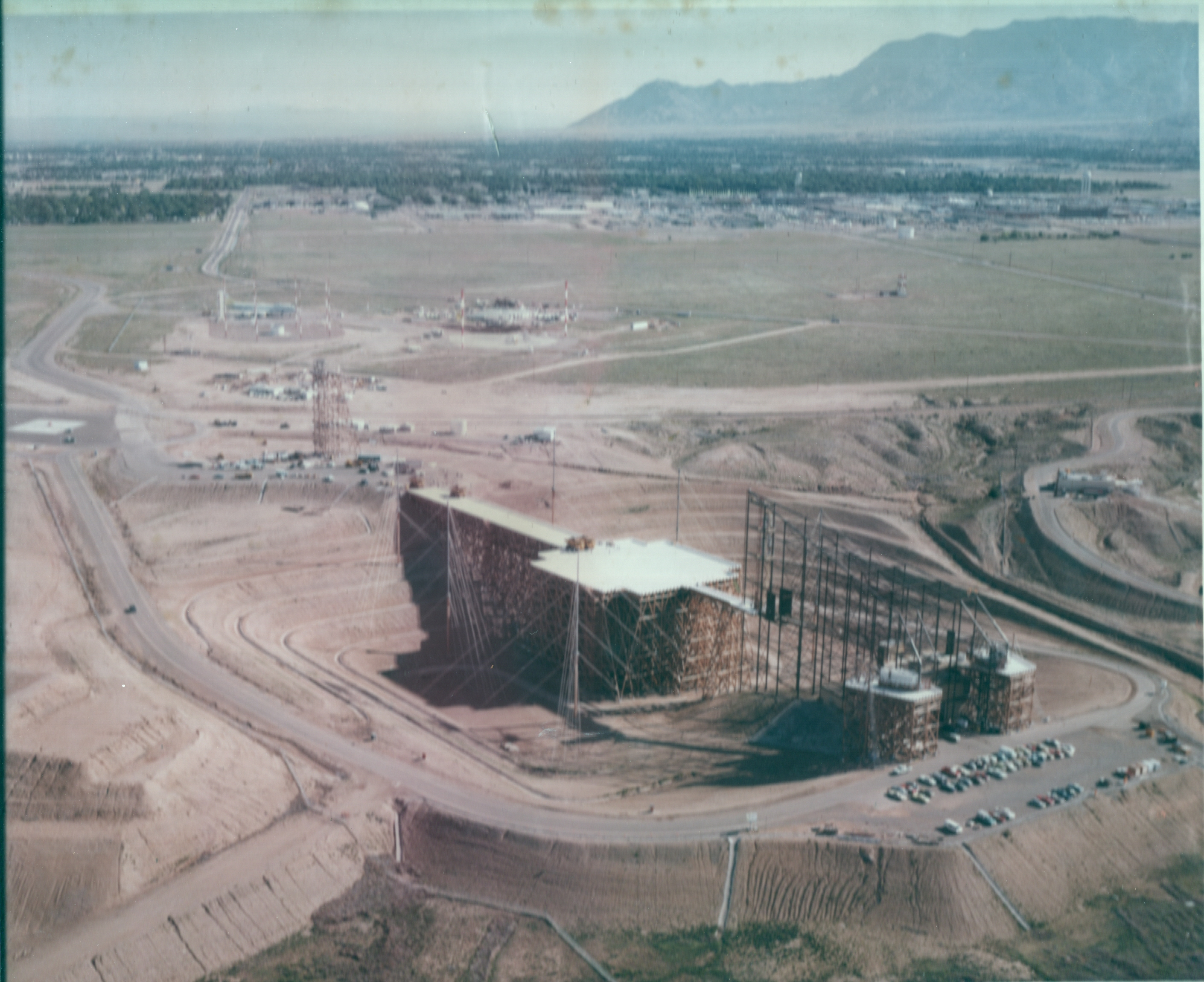
La plataforma es va provar de càrrega conduint camions volcadors miners TEREX carregats en una matriu a tota la coberta. Aviseu que la Força Aèria 1 està sent provada al lloc de prova EMP de dipol polaritzat vertical (VPD) veí en aquesta fotografia de 1979.

A causa de la seva major altitud de vol i càrrega útil nuclear, els bombarders de Comandament Aeri Estratègic van ser l'objecte principal de les proves, però els caces, els avions de transport i fins i tot els míssils també es van provar de la duresa de l'EMP a Trestle. A més de les proves de supervivència de l'electrònica, nombrosos sensors situats a l’interior, per sota i als costats de l’avió reunirien dades addicionals sobre la permeabilitat EMP de la cèl·lula per utilitzar-les en consideracions de disseny per a futurs avions de la Guerra Freda i per identificar zones que necessitessin un enduriment addicional de l’EM.
Els avenços realitzats en tecnologia de generació d’EMP per Sandia durant l’operació de Trestle van contribuir en gran manera a la construcció de la màquina Z de 40 megavolt i 50 terawatt (50.000 gigawatts) a Sandia durant els anys noranta. Els avenços tecnològics durant la dècada de 2000 han augmentat aquesta producció a 290 terawatts (290.000 gigawatts), prou elevats per estudiar la fusió nuclear en el punt de la detonació.

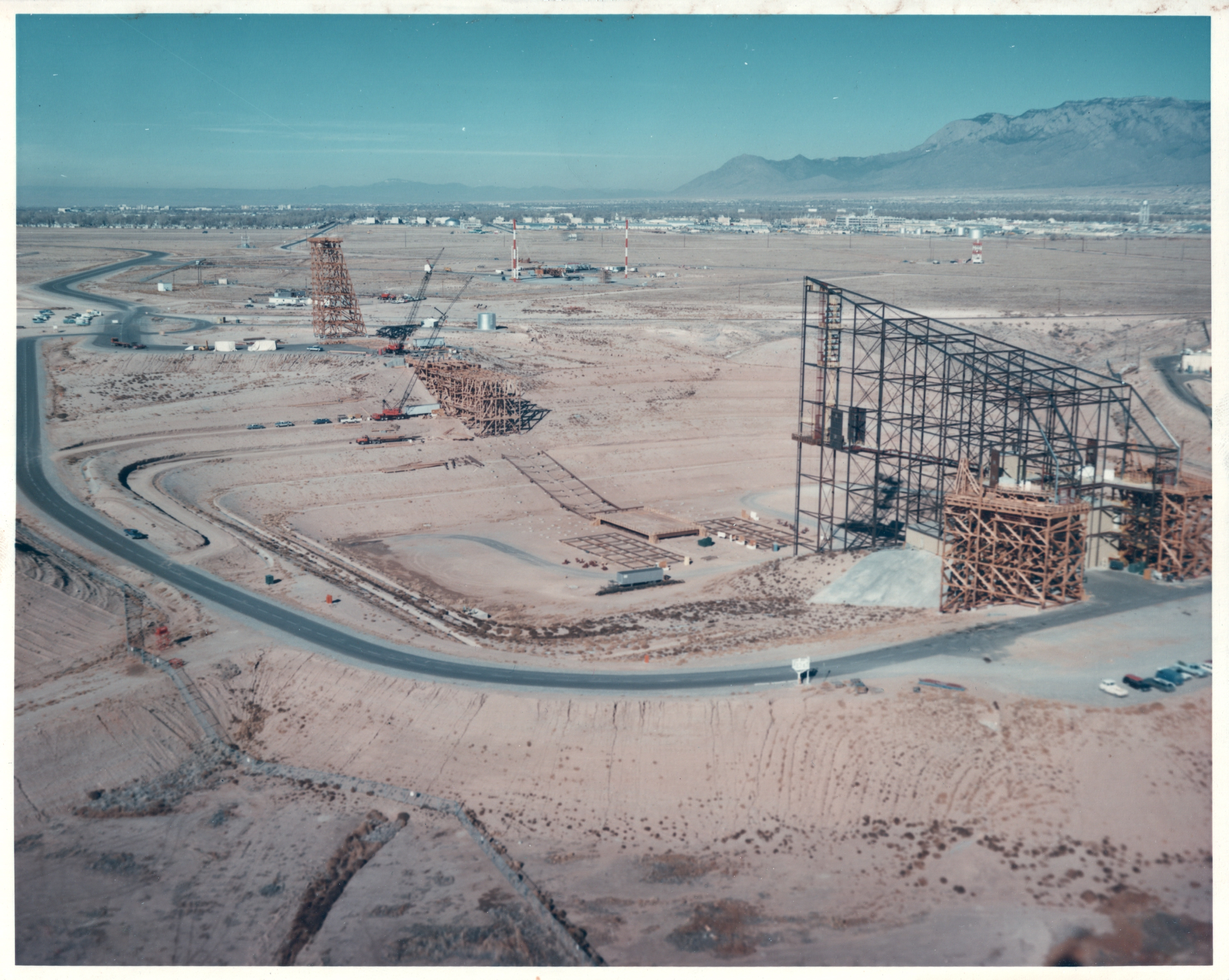
La instal·lació del cavallet en construcció el 1975. L'altura de la torre de terminació va ser impulsada per la necessitat de netejar la cua d'un transport Galaxy C5A.

## Estructura de cavallet
L'estructura primària de fusta del cavallet (Trestle) es va construir dins d'una depressió natural que abastava 600 peus de diàmetre i 120 peus de profunditat, equivalent a un edifici de 12 pisos. Una rampa de fusta de 400 peus de llarg per 50 peus d'ample va conduir al banc de proves que mesurava 200 peus per 200 peus. Es va utilitzar un total de 6,5 milions de peus de fusta per construir l'estructura, suficient per suportar un B-52 completament carregat (aleshores el bombarder estratègic més gran i pesant de l’inventari dels EUA) alhora que minimitzava qualsevol possibilitat d’interferència de el sòl o la pròpia estructura, creant una simulació raonable de les condicions aerotransportades. Per a les fustes es van utilitzar una barreja d’ avet de Douglas i pi groc del sud ja que ambdues van mostrar una excel·lent transparència EMP, amb la primera la millor resistència a la tracció i la segona la millor resistència a la intempèrie. En utilitzar una estructura de fusta laminada totalment enganxada i juntes per treballar la fusta per aparellar les fustes gegants, amb les juntes unides amb cargols i femelles de fusta, les mesures de les proves EMP no serien esbiaixades per una gran quantitat de material ferrós a l'estructura. Es va utilitzar part del metall en la construcció, ja que les juntes amb càrrega crítica incorporaven un anell de tall circular d'acer que envoltava el pern de fusta que subjectava la junta. Fins i tot l’ escapament de foc al llarg d’un costat del cavallet i tota l'extensa canonada de supressió d’incendis estaven construïts amb fibra de vidre.

## Edifici "falca"
A l'altre costat de la plataforma hi havia la "falca" (wedge) de transmissió, de 250 peus de longitud amb una alçada total de 240 peus. La falca es va construir mitjançant bigues en acer. Tota l'estructura es va cobrir amb una malla de filferro similar a la tanca de bestiar per tal de crear una enorme gàbia de Faraday. Es va construir un edifici de diversos pisos a l'interior de la falca que servia d'oficines, laboratoris i instal·lacions de proves. El segon pis de l'edifici allotjava una gran sala blindada electromagnèticament, subministrada per Electromagnetic Filter Company de Palo Alto, Califòrnia, que contenia l'electrònica d'adquisició de dades, el controlador de càrrega i disparament del generador Marx i la instrumentació de control de la força del camp. El sistema d’adquisició de dades consistia en un gran nombre de digitalitzadors d’última generació Tektronix 7912AD juntament amb una àmplia gamma d’ordinadors DEC PDP-11. La instrumentació de control de impuls consistia en una sèrie de sensors de camp B i H muntats a l'exterior de la falca connectats a oscil·loscopis equipats amb càmeres Polaroid o'scope necessàries per captar les dades de impuls transitòries. El tercer pis a l’aire lliure contenia grans bosses de gas inflables que podien emmagatzemar el gas d’hexafluorur de sofre (SF ₆) dels tancaments del generador Marx quan calia obrir-los per al manteniment.

## Estat actual
El programa ATLAS-I es va tancar després del final de la Guerra Freda el 1991, que va posar fi a les proves destructives EMP d'avions, sent substituït per simulacions informàtiques molt més econòmiques a mesura que la tecnologia millorava. Tot i passar 20 anys sense manteniment, les estructures de cavallet de fusta encara estaven en peu el 2011 i l'estructura va continuar sent l'estructura de laminat de fusta sense metalls més gran del món. No obstant això, el cavallet s'havia convertit en un perill important d'incendi, ja que la fusta [tractada amb pentaclorofenol-isobutà-èter] s'havia assecat considerablement en les condicions del desert i el sistema automàtic d' aspersió contra incendis s'havia desactivat el 1991. Es feien esforços per assegurar el finançament necessari per tenir l'estructura protegida com a fita històrica nacional, tot i que els esforços es compliquen per la naturalesa totalment secreta de les instal·lacions de Sandia / Kirtland on es troba.
L'estructura del cavallet encara és fàcilment visible des de l’aterratge i l'enlairament d’avions comercials des d’ Albuquerque International Sunport, situada aproximadament a una milla al sud-est del llindar de la pista 26 a35° 01′ 47″ N, 106° 33′ 28″ O / 35.02981109416866°N,106.55767558197573°O. 